# Filipești (gmina)
Filipești – gmina w Rumunii, w okręgu Bacău. Obejmuje miejscowości Boanța, Cârligi, Cornești, Cotu Grosului, Filipești, Galbeni, Hârlești i Onișcani. W 2011 roku liczyła 4346 mieszkańców.